# Beware the Heavens
Beware the Heavens er debutalbum fra det finske/svenske power metal band, Sinergy, udgivet i 1999. Albummet består af i alt ni sange, to instrumental sange og en sang inspireret af Xena: Warrior Princess. Beware the Heavens er Sinergys eneste album med svenske guitarist Jesper Strömblad (guitarist fra In Flames) på.

## Sangliste
Nr.            Titel                     Afspilningslængde
| 1. | "Venomous Vixens"            | 3:15 |
| 2. | "The Fourth World"           | 4:23 |
| 3. | "Born Unto Fire and Passion" | 1:46 |
| 4. | "The Warrior Princess"       | 4:51 |
| 5. | "Beware the Heavens"         | 3:54 |
| 6. | "Razorblade Salvation"       | 4:57 |
| 7. | "Swarmed"                    | 5:25 |
| 8. | "Pulsation"                  | 1:45 |
| 9. | "Virtual Future"             | 4:08 |